# Coleophora persimplexella
Coleophora persimplexella é uma espécie de mariposa do gênero Coleophora pertencente à família Coleophoridae.